# 1965年NBA選秀
1965年NBA選秀（1965 NBA draft）是國家籃球協會（NBA）的第十九次年度選秀。本次選秀於1965年5月6日舉行，9支NBA球隊輪流從美國大學籃球業餘運動員中挑選新隊員。在每一輪選秀中，各隊按照前一賽季（1964-65賽季）的勝負成績逆序選擇。此次選秀共選了17輪，總計選進112位球員。本屆選秀也是最後一次的地緣選秀，該選秀規則在1966年NBA選秀前被取消。

## 選秀情況
比爾·布萊德利、比爾·布恩汀及蓋爾·古德里奇各自被紐約尼克、底特律活塞及洛杉磯湖人以地緣選秀的方式選中。來自戴維森學院的弗萊德·黑特澤爾在第一輪第一順位被舊金山勇士選為該屆狀元。第2順位來自邁阿密大學的瑞克·貝瑞贏得本季NBA年度最佳新秀，本屆的4位新秀比爾·布萊德利、蓋爾·古德里奇、瑞克·貝瑞及第5順位的比利·康寧漢最終入選名人堂貝瑞與康寧漢也被列入NBA50大巨星一列
貝瑞的成就包括於1975年贏得NBA冠軍、1次NBA總決賽最有價值球員、5度入選最佳陣容以及4度入選明星隊康寧漢的成就包括於1967年在費城76人隊得到NBA總冠軍、4度入選最佳陣容以及4度入選明星隊。他曾在美國籃球協會（ABA）打過兩年球，他在ABA的第一年就得到ABA最有價值球員、最佳陣容及入選ABA明星賽。退休後轉任76人隊的教練，共執教8個賽季並於1983年贏得NBA總冠軍。古德里奇的成就包括於於1972年在洛杉磯湖人隊得到冠軍、入選1次最佳陣容以及5度入選明星隊。布萊德利的成就包括於1970、1973年在紐約尼克隊得到冠軍以及入選過1次明星隊。布萊德利在退休後成為一名成功的政治人物，1978年代表美國民主黨贏得紐澤西州一個聯邦參議員的席位，並連任至1997年。2000年，布萊德利宣布參加民主黨黨內總統候選人競選，後敗於艾爾·高爾。
第4順位的傑里·斯隆在球員時期被選入過2次明星隊。退休後在芝加哥公牛隊展開他的執教生涯，在待了3個球季後被開除，之後於1988年成為猶他爵士隊的總教練，一直當到2011年離職。爾後以教練身份入選名人堂。雙胞胎Dick與Tom Van Arsdale於第10、11順位被選中，成為NBA第一對雙胞胎，他們各被選入3次明星隊，但直到退休前最後一季才在鳳凰城太陽同隊。Dick Van Arsdale曾於1987年短暫當過太陽隊的總教練第15順位的Flynn Robinson及第24順位的Jon McGlocklin也各被選入1次明星隊。第22順位的Bob Weiss在退休後成為總教練，生涯現執教過4隊，最近一次是西雅圖超音速隊 第12順位的Tal Brody則沒有打NBA，他選擇加入以色列的特拉維夫馬卡比籃球俱樂部一直打到1980年退休，生涯得過幾座以色列籃球超級聯賽的冠軍以及1座歐洲籃球聯賽冠軍，他也成為以色列公民並加入以色列國加隊第20順位的Ron Reed也打過美國職棒大聯盟（MLB）並於1967年後專心打棒球，他在MLB打了19個球季，擁有1座世界大賽冠軍，是一位明星球員也是12位同時打過NBA及MLB的球員之一。第33順位的Bob Love入選過2次最佳陣容及3次明星隊。

## 圖例
| 场上位置 | G    | F    | C    |
| 位置     | 后卫 | 前锋 | 中锋 |

| ^ | 表示此球員已經入選奈史密斯籃球名人紀念堂           |
| * | 表示此球員已經入選NBA全明星赛和NBA最佳阵容至少一次 |
| + | 表示此球員已經入選NBA全明星赛至少一次              |
| # | 表示此球員從未在NBA例行賽或季後賽出賽過            |

## 前兩輪選秀

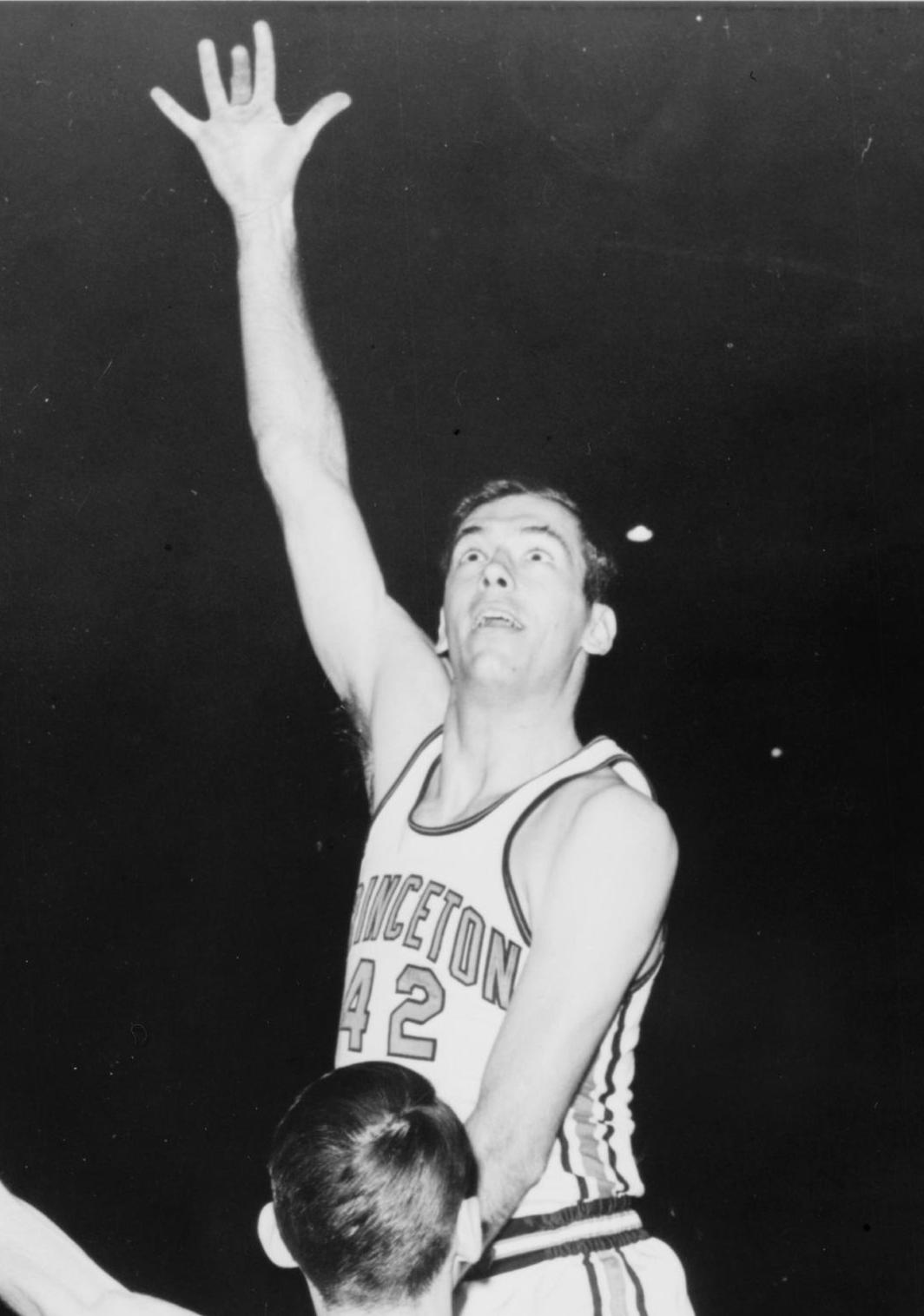
比爾·布拉德利透過地緣選秀的方式被紐約尼克選中
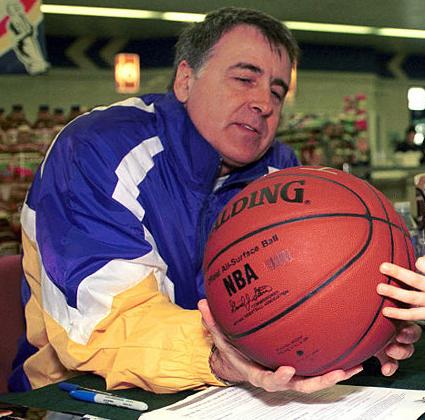
蓋爾·古德里奇透過地緣選秀的方式被洛杉磯湖人選中
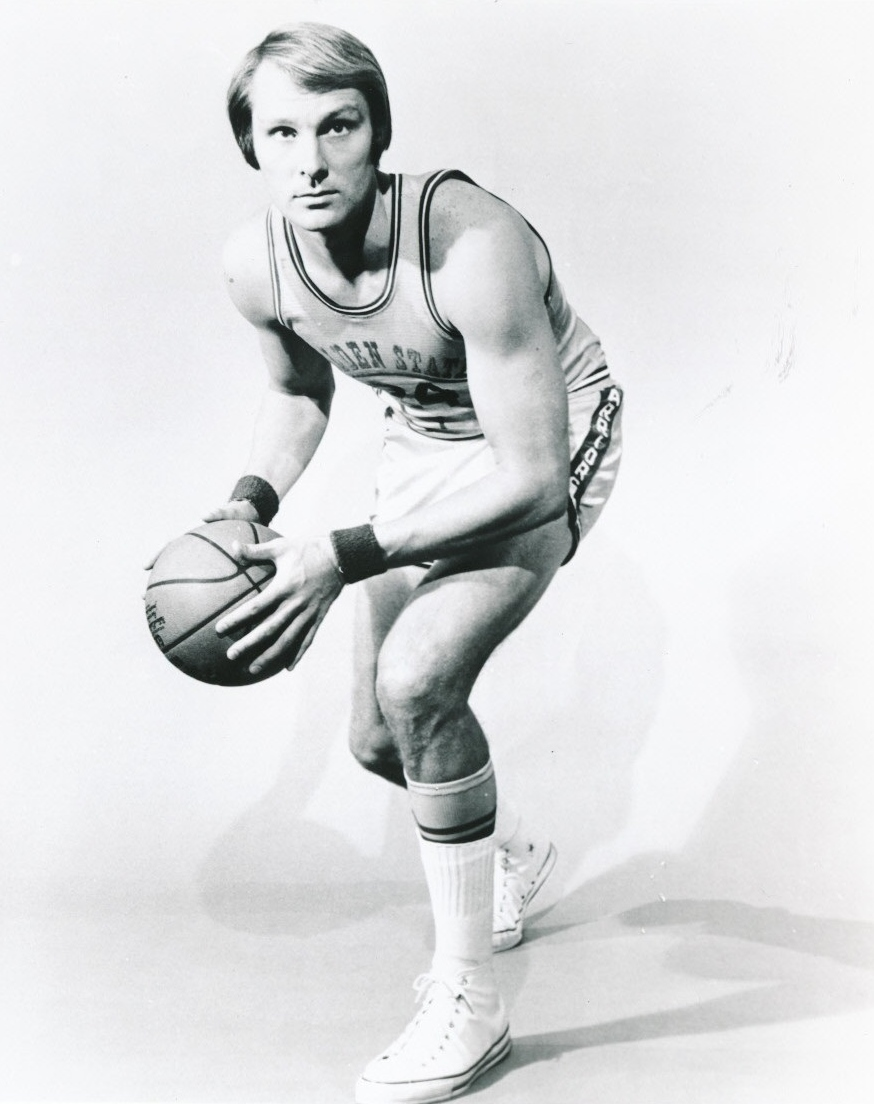
里克·巴里在第2順位被舊金山勇士選中
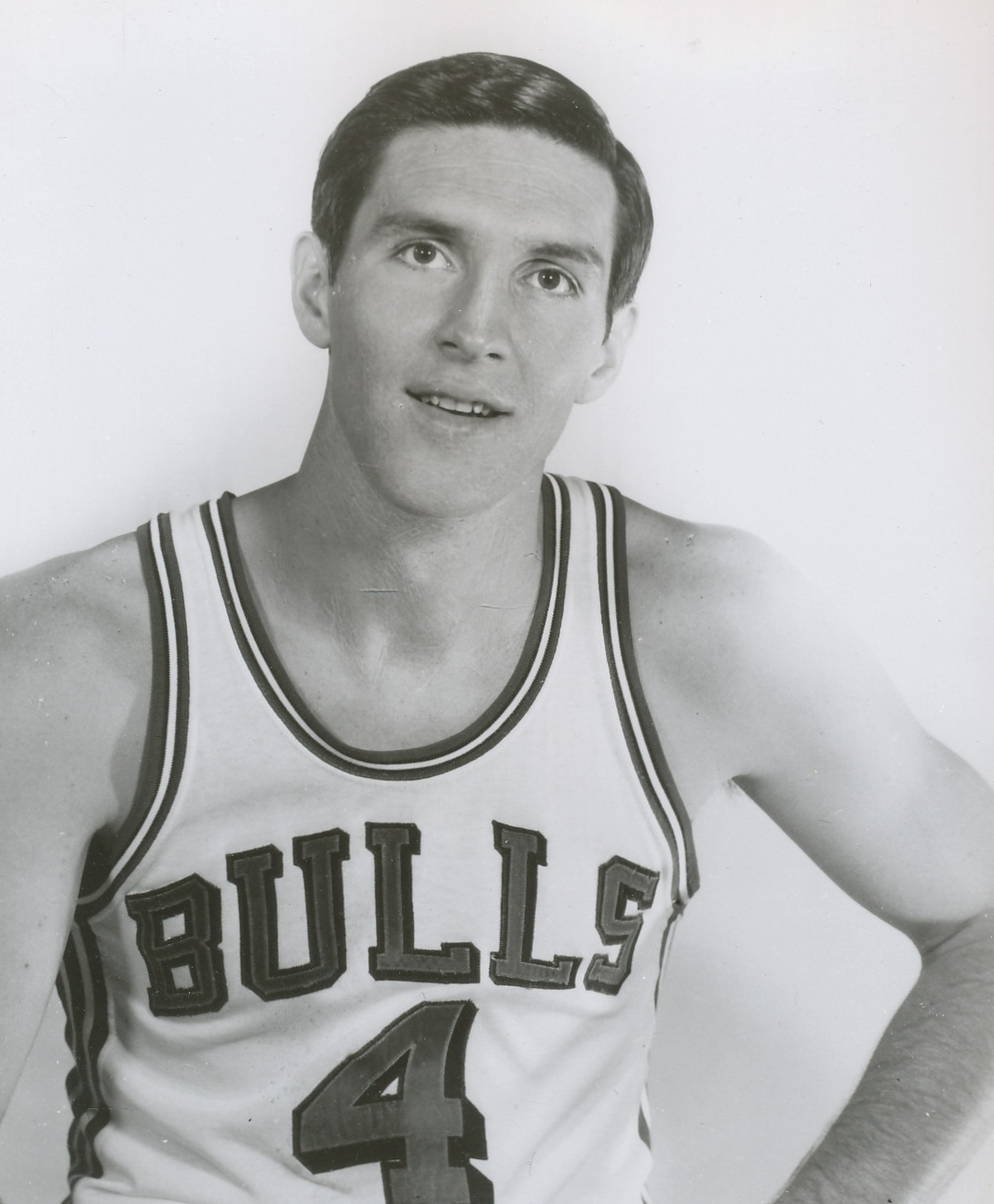
傑里·斯隆在第4順位被巴爾的摩子彈選中

| 轮数 | 顺位 | 球员名            | 场上位置 | 国籍             | 球队                                  | 大学/球隊                 |
| ---- | ---- | ----------------- | -------- | ---------------- | ------------------------------------- | ------------------------- |
| T    | –    | 比爾·布拉德利^    | G/F      | 美国             | 紐約尼克                              | 普林斯頓大學              |
| T    | –    | 比爾·布恩汀       | F/C      | 美国             | 底特律活塞                            | 密西根大學                |
| T    | –    | 蓋爾·古德里奇^    | G        | 美国             | 洛杉磯湖人                            | 加州大學洛杉磯分校        |
| 1    | 1    | 弗萊德·黑特澤爾   | F/C      | 美国             | 舊金山勇士                            | 戴維森學院                |
| 1    | 2    | 里克·巴里^        | F        | 美国             | 舊金山勇士                            | 邁阿密大學                |
| 1    | 3    | Dave·Stallworth   | F/C      | 美国             | 紐約尼克                              | 威奇托州立大學            |
| 1    | 4    | 傑里·斯隆+[1]     | G/F      | 美国             | 巴爾的摩子彈                          | 伊凡斯維爾大學            |
| 1    | 5    | 比利·坎宁安^      | F/C      | 美国             | 費城76人                              | 北卡羅來納大學教堂山分校  |
| 1    | 6    | Jim·Washington    | F/C      | 美国             | 聖路易老鷹                            | 維拉諾瓦大學              |
| 1    | 7    | 内特·鲍曼         | C        | 美国             | 辛辛納提皇家                          | 威奇托州立大學            |
| 1    | 8    | Ollie·Johnson#    | C        | 美国             | 波士頓塞爾提克                        | 舊金山大學                |
| 2    | 9    | 威爾·弗雷澤爾     | F/C      | 美国             | 舊金山勇士                            | 格蘭布林州立大學          |
| 2    | 10   | Dick·Van Arsdale+ | G/F      | 美国             | 紐約尼克                              | 印第安納大學              |
| 2    | 11   | Tom·Van Arsdale+  | G/F      | 美国             | 底特律活塞                            | 印第安納大學              |
| 2    | 12   | Tal·Brody#        | G        | 美国 · 以色列[2] | 巴爾的摩子彈                          | 伊利諾大學厄巴納-香檳分校 |
| 2    | 13   | 杰西·布兰森       | F        | 美国             | 費城76人                              | 依隆大學                  |
| 2    | 14   | Hal·Blevins#      | G        | 美国             | 紐約尼克 （原本為聖路易老鷹的選秀權） | 阿肯色大學派恩布魯夫分校  |
| 2    | 15   | Flynn·Robinson+   | G        | 美国             | 辛辛納提皇家                          | 懷俄明大學                |
| 2    | 16   | 約翰·弗萊查爾德   | F        | 美国             | 洛杉磯湖人                            | 楊百翰大學                |
| 2    | 17   | Ron·Watts         | F        | 美国             | 波士頓塞爾提克                        | 維克弗斯特大學            |

## 其他新秀
下面列出至少在一場NBA球賽中出場的新秀球員。
| 轮数 | 顺位 | 球员名            | 场上位置 | 国籍 | 球队           | 大学/球隊          |
| ---- | ---- | ----------------- | -------- | ---- | -------------- | ------------------ |
| 3    | 18   | 基斯·埃里克森     | G/F      | 美国 | 舊金山勇士     | 加州大學洛杉磯分校 |
| 3    | 19   | Barry·Clemens     | F        | 美国 | 紐約尼克       | 俄亥俄衛斯理大學   |
| 3    | 20   | Ron·Reed          | F        | 美国 | 底特律活塞     | 聖母大學           |
| 3    | 22   | Bob·Weiss         | G        | 美国 | 費城76人       | 賓夕法尼亞州立大學 |
| 3    | 24   | Jon·McGlocklin+   | G/F      | 美国 | 辛辛纳提皇家   | 印第安納大學       |
| 3    | 25   | 吉姆·考德威爾     | C        | 美国 | 洛杉磯湖人     | 喬治亞理工學院     |
| 3    | 26   | 托比·金博爾       | F/C      | 美国 | 波士頓塞爾提克 | 康乃狄克大學       |
| 4    | 31   | 漢克·芬克爾       | C        | 美国 | 費城76人       | 戴頓大學           |
| 4    | 33   | 鲍伯·乐福*        | F        | 美国 | 辛辛納提皇家   | 南方大學           |
| 7    | 56   | Willie·Somerset   | G        | 美国 | 巴爾的摩子彈   | 杜肯大學           |
| 8    | 67   | 吉姆·福克斯       | F/C      | 美国 | 辛辛纳提皇家   | 南卡羅來納大學     |
| 10   | 75   | Wayne·Molis       | F        | 美国 | 紐約尼克       | 路易斯大學         |
| 11   | 82   | 泰利斯·麦克雷诺兹 | G        | 美国 | 巴爾的摩子彈   | 邁爾斯學院         |